# Теория семейных систем
Теория семейных систем — психологическая теория, предложенная Мюрреем Боуэном, которая описывает системные процессы семьи, влияющие на эмоциональное поведение ее отдельных членов. Эмоциональная реакция отдельного члена семьи зависит от силы возбуждения всей системы: если система сильно возбуждена, то реакция автоматизирована и эмоциональна; если возбуждение системы слабое, то реакция более осмысленная и менее автоматическая. Теория семейных систем состоит из восьми положений, которые являются теоретическими гипотезами.

## Описание
Мюррей Боуэн выделяет два параметра в своей теории: уровень тревоги и дифференциация «Я».
Если члены семьи осознают свою автономность и взаимозависимость с другими членами в эмоциональном функционировании семьи, то эффективность решения задач семьи и отдельных ее членов возрастает.
М. Боуэн использовал параметр «дифференциация Я» как шкалу адаптивности семьи и отдельных ее членов к изменениям социальных, психологических, физиологических факторов и фактора взаимоотношений.
При низком уровне «дифференциации Я» индивид склонен к коллективизму с недостатком самоопределения, а при повышенной тревожности — к дистанцированию от других членов семьи. При высоком уровне «дифференциации Я» индивид имеет четкое самоопределение и при повышенной тревожности не утрачивает эмоциональную связь с другими членами семьи, способен к рефлексии. Значимым отличием является то, что высокодифференцированный индивид способен находить различные варианты решения задач, тогда как реакция на стрессоры индивида с низкой дифференциацией неуправляема (компульсивна).
Цель психотерапии, основанной на боуэновской теории семейных систем, заключается в снижении тревожности индивида при повышении «дифференциации Я».

## Основные положения
Основные положения теории семейных систем М. Боуэна раскрывают проявления «эмоциональной системы» в действии.

### Дифференциация Я
М. Боуэн считал, что разные люди обладают разной степенью слияния интеллекта и эмоций. Чем менее слиты эмоции и интеллект, тем выше уровень дифференциации. Люди с высокой дифференциацией более адаптивны, гибки к стрессам.

### Эмоциональный треугольник
При повышенной тревоге группа людей стремится вовлечь в эмоциональные отношения третьего. Цель одна — снизить тревогу.

### Ядерный эмоциональный семейный процесс
Эмоциональная реактивность в рамках одного поколения действует как медиатор в отношениях. Малейшие изменения в отношениях заставляет вовлеченного в них человека реагировать. Степень и способ эмоционального реагирования во многом зависит от параметра «дифференциация Я».

### Процесс проекциив семье
При «эмоциональном треугольнике» эмоциональное напряжение между двумя людьми наносит вред адаптивности третьего лица (чаще всего ребенка).

### Процесс трансмиссии многих поколений семьи
Симптоматические паттерны, базисные способы отношений передаются из поколения в поколение. Анализ таких паттернов в предшествующих поколениях дает понять, какие способы адаптации используются в данной семье, избежать повторения данных паттернов в настоящем и их перехода в будущее.

### Эмоциональная отстраненность
Эмоциональный разрыв может сформироваться по разным причинам и имеет последствия: последующие поколения будут испытывать эмоциональную дистанцированность, как бы «наследуя» ее от интенсивности первоначальных эмоций. Если анализировать историю возникновения эмоциональной отстраненности, можно понять паттерны, определяющие, как люди обращаются со своими привязанностями. 

### Сиблинговая позиция
Существуют профили сиблинговой позиции, то есть порядка рождения в семье. При рождении в определенной сиблинговой позиции ребенок получает навязанные функции, соответствующие данной позиции. Личность данного ребенка формируется также на основе функционированию данной позиции.

### Эмоциональный процесс в обществе
Согласно данной концепции эмоциональные механизмы снижения тревоги в обществе повторяют соответствующие механизмы в семье.

## Практическое применение
Многие концепции теории семейных систем Боуэна долгое время используются в семейной терапии.
Для начала оцениваются эмоциональные процессы в семье, близость, дистанцированность, эмоциональные треугольники и актуальный уровень тревожности в семье.
Идеальным проведением терапии с использованием теории семейных систем считается терапия с участием нескольких поколений. Также Боуэн рекомендовал использовать генограмму как средство организации информации, полученной при анализе нескольких поколений семьи.
В клинической практике целью семейной системной терапии Боуэна является помощь членам семьи в уравновешивании показателя «дифференциации Я» для избежания эмоциональной реактивности. Психотерапевт при этом помогает поддерживать активность членов семьи во время терапии, контролируя возникновение эмоционального треугольника. Боуэн видел роль психотерапевта также в том, чтобы помочь членам семьи принять ответственность за данные изменения.
Метод, основанный на теории семейных систем, важен в психотерапии ещё и потому, что помогает расставить четкие границы путем поощрения постановки в семье вопросов, которые не являются нападками и не вызывают защитных реакций других членов семьи, — а стимулируют сравнительный анализ между объективными и субъективными утверждениями членов семьи. Одной из задач, решаемых с помощью данного метода, по мнению Боуэна, является научение членов семьи разделять субъективные чувства и объективные умозаключения.